# William Moore
William Moore (Reino Unido, 5 de abril de 1890-12 de mayo de 1956) fue un atleta británico, especialista en la prueba de 3000 m por equipo en la que llegó a ser medallista de bronce olímpico en 1912.

## Carrera deportiva
En los JJ. OO. de Estocolmo 1912 ganó la medalla de bronce en los 3000 m por equipo, logrando 23 puntos, tras Estados Unidos (oro) y Suecia (plata), siendo sus compañeros de equipo George Hutson, Cyril Porter, Edward Owen y Joe Cottrill.